# یوهانی ماکارنکو
یوهانی ماکارنکو (اوکراینی: Євгеній Олександрович Макаренко؛ زادهٔ ۲۱ مهٔ ۱۹۹۱) بازیکن فوتبال است.
وی همچنین در تیم‌های ملی فوتبال زیر ۲۱ سال اوکراین و اوکراین بازی کرده‌است.